# Their Children's Approval
Their Children's Approval és una pel·lícula muda de l'Éclair American protagonitzada per Alec B. Francis i Julia Stuart. Rodada en bona part en un vaixell de la línia que pel Hudson unia Albany amb Nova York, es va estrenar el 14 de novembre de 1912. La pel·lícula, d’una bovina va suposar la tornada de Barbara Tennant després d’haver patit una indisposició.

## Argument
La història tracta d’una vídua que té una filla, Angele, i d’un vidu que té un fill, Dick. El vidu es declara matrimoni a la viuda i la dona accepta amb la condició que primer obtinguin el consentiment dels seus fills. Els nois són informats pels respectius pares amb un telegrama de la seva necessària presència a casa i tots dos prenen el vaixell cap a Albany on viuen els vells. Els dos joves es troben al vaixell i s’enamoren però ella es nega a dir-li al noi el seu nom, suposant que no es veuran mai més quan el vaixell arribi a Albany. En arribar a les respectives cases, el vidu i el noi visiten la viuda per tal que la conegui just quan Angele no hi és i Dick, en no quedar massa convençut, marxa abans que arribi la noia. Tots dos fills s’oposen al matrimoni dels seus pares sense èxit. En arribar el dia del casament els nois es retroben a l'església. Allà, els nois diuen que donaran la seva aprovació a la boda si els pares donen la seva aprovació a la seva i es produeix el final feliç.

## Repartiment
- Alec B. Francis (el vidu)
- Julia Stuart (la viuda)
- Barbara Tennant (la filla)
- Lamar Johnstone (el fill)